# Alexis L’Hotte

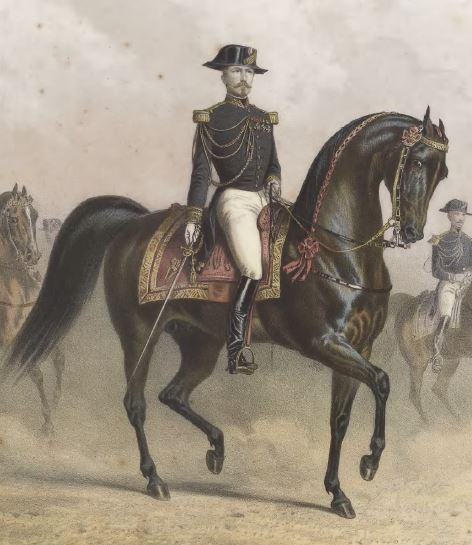
Alexis L’Hotte 1864

Alexis François L’Hotte (* 25. März 1825 in Lunéville; † 3. Februar 1904 ebenda) war ein französischer General und bedeutender Reitlehrer. Er gilt als einer der einflussreichsten Vertreter der französischen Reitkunst des 19. Jahrhunderts und prägte die Entwicklung der militärischen Reitausbildung in Frankreich maßgeblich.

## Leben und Karriere
L’Hotte wurde in eine bürgerliche Familie in Lothringen hineingeboren. Schon in jungen Jahren zeigte er großes Interesse am Reitsport und verbrachte viel Zeit mit dem Kommandanten Dupuis, einem Reitlehrer der Schule von Versailles. Mit 17 Jahren trat er in die Militärakademie Saint-Cyr ein und wechselte zwei Jahre später an die Kavallerieschule in Saumur.
Seine militärische Laufbahn führte ihn durch verschiedene Stationen, in denen er sowohl praktische Erfahrungen im Feld als auch in der Reitausbildung sammelte. Besonders prägend waren für ihn die Begegnungen mit zwei großen Reitlehrern seiner Zeit: dem Grafen d’Aure und François Baucher. L’Hotte verstand es, die unterschiedlichen Ansätze dieser beiden Meister zu einer Synthese zu führen.
1864 wurde L’Hotte zum Oberstallmeister (écuyer en chef) der Kavallerieschule Saumur ernannt, eine Position, die er sechs Jahre lang innehatte. In dieser Zeit erwarb er sich einen hervorragenden Ruf als Reitlehrer, auch wenn er für seine zurückhaltende Art beim Unterrichten bekannt war.
Im Laufe seiner Karriere stieg L’Hotte bis zum General auf und wurde schließlich Generalinspekteur der Kavallerie. Er setzte sich für Reformen in der militärischen Reitausbildung ein, unter anderem für die Einführung des Leichttrabs (trot enlevé) in der Ausbildung der Soldaten.

## Beitrag zur Reitkunst
L’Hottes größter Beitrag zur Reitkunst lag in seiner Fähigkeit, die verschiedenen Strömungen seiner Zeit zu einer kohärenten Lehre zu vereinen. Seine Philosophie lässt sich in dem berühmten Motto Calme, en avant, droit („Ruhig, vorwärts, gerade“) zusammenfassen, das bis heute als Leitspruch der französischen Reitschule gilt.
L’Hotte betonte die Wichtigkeit der Leichtigkeit in der Reitkunst und vertrat die Ansicht, dass ein Pferd sowohl an den Beinen als auch an der Hand leicht sein sollte. Er entwickelte auch ein spezielles Gebiss, das L’Hotte-Gebiss, das noch heute im Dressurreiten weit verbreitet ist.

## Werke und Nachwirkung
L’Hottes wichtigste Werke, Un officier de cavalerie („Ein Kavallerieoffizier“) und Questions équestres („Reitfragen“), wurden erst nach seinem Tod veröffentlicht. Diese Bücher gelten als Klassiker der Reitliteratur und fassen L'Hottes Prinzipien und Erfahrungen zusammen.
Seine Lehren bilden bis heute einen wesentlichen Bestandteil der Ausbildung an der École Nationale d’Équitation in Saumur und haben die Entwicklung des Dressurreitens weltweit beeinflusst.

## Auszeichnungen
- Kommandeur des österreichischen Leopold-Ordens (1876)[10]
- Großoffizier der Ehrenlegion (1888)[11]
- Großkreuz des preußischen Roten Adlerordens (1888)[12]